# Älby, Västerås kommun
Älby är en bebyggelse i Irsta socken i Västerås kommun öster om Västerås. Från 2023 avgränsar SCB här en småort.